# GOLDEN FISH & SILVER FOX
「GOLDEN FISH & SILVER FOX」(ゴールデン・フィッシュ・アンド・シルバー・フォックス)は、2000年2月23日に発売された石井竜也7枚目のシングル。

## 解説
表題曲はアルバム『GUY』先行シングル。石井初の12cmCDシングル。アジアの妖しさに着目した『アジアンディスコ』ナンバーとなっている。

## 収録曲
作詞・作曲：石井竜也　編曲：柿崎洋一郎（2を除く）
1. GOLDEN FISH & SILVER FOX Original Track
アジアの妖しげな雰囲気をディスコサウンドに乗せた、アジアンディスコの楽曲。ミュージック・ビデオは『上海っぽい匂いのする』ディスコをイメージした映像。ディスコをイメージした「HI TENSION LOVE」と同じく石井が数多の人に囲まれ踊る内容。
2. TRAUMA Original Track
編曲：金子隆博
モード学園CMソング。
本楽曲が使われたCMは石井プロデュース。
石井も映像の中のに登場する数多の顔のひとつとして出演。
3. LIBIDO "Short Cut" Edit
石井が司会を務めたフジテレビ系『SCISSORS LEAGUE 2001』エンディングテーマ。
アルバム『GUY』にはロングヴァージョン収録。
歌詞は遠回しな表現の下ネタが含まれている。
4. GOLDEN FISH & SILVER FOX "Guy-dance" Edit
表題曲のアレンジヴァージョン。ミュージック・ビデオに使われている音源。

## 収録作品
| 曲名                     | 収録アルバム/PV集         | 発売日         | 備考                                            |
| ------------------------ | ------------------------- | -------------- | ----------------------------------------------- |
| GOLDEN FISH & SILVER FOX | 『GUY』                   | 2000年3月29日  | 3rdオリジナルアルバム                           |
| GOLDEN FISH & SILVER FOX | 『PREGASIA』              | 2000年4月19日  | ミュージック・ビデオ                            |
| GOLDEN FISH & SILVER FOX | 『石 〜Best of Best〜』   | 2005年10月12日 | 1stベスト・アルバム                             |
| GOLDEN FISH & SILVER FOX | 『石弐 〜Best of Best〜』 | 2015年3月25日  | 2ndベスト・アルバム                             |
| TRAUMA                   | 『石弐 〜Best of Best〜』 | 2015年3月25日  | 2ndベスト・アルバム                             |
| LIBIDO                   | 『GUY』                   | 2000年3月29日  | 3rdオリジナル・アルバム（ロング・ヴァージョン） |